# Палус (река)
Палус (англ. Palouse River) — река на юго-востоке штата Вашингтон и северо-западе штата Айдахо, США. Правый приток реки Снейк, который является в свою очередь притоком реки Колумбия. Длина составляет около 269 км; площадь бассейна — 8555 км². Средний расход воды в районе города Хупер составляет около 17 м³/с; максимальный зарегистрированный расход составил 787 м³/с; минимальный — 0 м³/с.
Протекает сперва через округ Лейта штата Айдахо, а затем через округ Уитмен штата Вашингтон. Впадает в реку Снейк ниже плотины Литл-Гус и выше плотины Лоуэр-Монумент. В 6,4 км выше устья река спускается в виде водопадов Палус, высота которых составляет 61 м. Образование каньона реки связано с катастрофическими Миссульскими наводнениями, которые происходили во время последнего ледникового периода. Потоки, вызванные прорывом ледяной дамбы древнего озера Миссула, пересекали территорию Колумбийского плато, стекая по направлению к реке Снейк и промывая себе путь.